# アセナテ・マノア
アセナテ・マノア (Asenate Manoa、1992年5月23日 - ）は、ツバル出身の陸上選手。ツバルの初参加となる2008年北京オリンピックのツバル選手団の一人であり、唯一の女性選手。
北京オリンピックに備えて隣国のフィジーのスバでフィジーの陸上競技チームのメンバーと一緒に練習していた。彼女は北京に来てから初めて陸上トラックを走り、スターティングブロックも今まで使ったことがなかった。当日は女子100メートルに参加し、	14秒05の記録で出場選手中で最も遅かったものの、ツバルの国内記録を打ち立てた。イギリスの新聞ガーディアンは彼女は国際選手としてはあまりにも小さいと言いながらも、北京国家体育場で母国の10倍以上の観衆の前で走ったということを強調した。
2009年世界陸上競技選手権大会では女子100mに出場、予選6組に出場し最下位だったものの13秒75の記録で自己の持っていた国内記録を大きく更新した。
2012年ロンドンオリンピックの開会式ではツバル選手団の旗手を務めた。